# Södra saluhallen
Södra saluhallen är en tidigare saluhallsbyggnad på Lugnet i Malmö.
Saluhallen byggdes på Södra torget, även kallat Föreningstorget. Det omgavs då av Föreningsgatan i söder och Flodgatan i norr. Flodgatan gjordes senare om till Diskontogången samt en del av Lugna gatan.

## Historik
Bakom saluhallen stod stadens år 1899 bildade saluhallsstyrelse. Byggnaden ritades av stadsarkitekt Salomon Sörensen, som även ritade saluhallarna på Lilla torg och i Lund. Den byggdes av Holst & Lönnberg som vann uppdraget i mars 1905. Den 17 november 1906 restes takstolen.
Saluhallen öppnades i juli 1907. Den hade vid starten 98 salustånd samt tio stånd för fisk i källarvåningen med ingång från Flodgatan. På väggarna fanns en fris med olika motiv ritad av P. H. Hagen.
Malmös saluhallar drogs med tiden med ekonomiska problem vilket förvärrades av andra världskrigets ransonering. År 1941 beslutades det att Södra saluhallen skulle upphöra som saluhall. Under andra världskriget användes saluhallen som luftvärnsverkstad.
Efter några år med skiftande verksamhet bestämdes det i början av 1950-talet att saluhallen skulle användas som idrottshall. Ombyggnaden kostade runt 250 000 kronor och byggnaden började användas som idrottshall i september 1952. Den döptes samtidigt om till Södra sporthallen. Bland de klubbar som höll till på Södra saluhallen fanns GAK Enighet och Malmö Atletklubb.
I mitten på 1980-talet bestämdes det att byggnaden åter skulle användas som saluhall. I oktober 1986 såldes fastigheten till Tekton Bygg som därefter upprustade den för femton miljoner kronor. Saluhallsverksamheten skulle komma att drivas helt av Bröderna Nilsson i Hallen AB. Det var således inte en typisk saluhall med flera handlare, men företaget strävade efter en saluhallskänsla med service och fokus på färskvaror och delikatesser. Bröderna Nilssons saluhall öppnade den 4 november 1987. I januari 1991 gick Bröderna Nilsson i konkurs och lade ner.
Efter konkursutförsäljningen stod hallen tom i några år. Tekton gick i konkurs under 1992. I februari 1993 såldes fastigheten till Hans Cavalli-Björkman och Malmömässans vd Lars Rosenqvist, då med uttalade planer på att åter öppna saluhall i byggnaden. Den blev dock en livsmedelsbutik i form av Ica New Market som öppnade den 14 oktober 1993 i saluhallen. New Market var bara verksamt i ett drygt år innan man valde att lägga ner i oktober 1994. Redan i december 1994 meddelade dock handlaren bakom Ica Fokus på Clemenstorget i Lund att han skulle öppna en ny Fokus i Södra saluhallen. Senare anslöt de två Fokusaffärerna till Malmborgsgruppen och bytte namn till Malmborgs.
Malmborgs stängde år 2003 och ersattes av Netto. Netto gjordes 2020 om till Coop och den 17 november 2022 nyöppnade Coop som en X-tra. X-tra lade ner den 19 april 2024 som den första butiken i kedjan att lägga ner. Kort efter att Coop sagt att man skulle lämna saluhallen meddelade den lokala kedjan Mathallen att man skulle öppna där.